# سومالی در المپیک تابستانی ۲۰۱۶
سومالی از ۵ تا ۲۱ اوت ۲۰۱۶ در بازی‌های المپیک تابستانی ۲۰۱۶ در ریو دو ژانیرو، برزیل شرکت کرد. حضور ورزشکاران این کشور در ریو دو ژانیرو برابر بود با نهمین حضور سومالی در بازی‌های المپیک تابستانی از زمان نخستین حضورش در این رقابت‌ها در سال ۱۹۷۲. گروه نمایندگان سومالی شامل دو ورزشکار دو و میدانی می‌شد: ماریان نوح میوز، دوندهٔ سرعت، و محمد داود محمد، دوندهٔ استقامت که در رژهٔ کشورها پرچم‌دار این کشور بود. هیچ‌یک از این دو ورزشکار در این مسابقات موفق به عبور از مرحلهٔ اول رقابت‌های خود نشدند.

## پیش‌زمینه
سومالی، در میان نخستین حضورش در بازی‌های المپیک تابستانی در سال ۱۹۷۲ در مونیخ، آلمان غربی تا المپیک تابستانی ۲۰۱۶ در ریو دو ژانیرو، برزیل مجموعاً در نه دوره از بازی‌های المپیک تابستانی شرکت کرده‌است. بیشترین تعداد ورزشکاران سومالیایی که در یک دوره از بازی‌های تابستانی شرکت کرده‌اند، مربوط به بازی‌های سال ۱۹۸۴ در لس آنجلس، ایالات متحده آمریکا و برابر با هفت نفر بوده‌است. ورزشکاران سومالیایی تاکنون موفق به کسب مدال در بازی‌های المپیک نشده‌اند. سومالی برای اعزام یک ورزشکار مرد و یک ورزشکار زن به بازی‌های المپیک تابستانی ۲۰۱۶ از اتحادیه بین‌المللی فدراسیون‌های دو و میدانی سهمیه‌های یونیورسالیتی دریافت کرده‌است.
کمیته المپیک سومالی در سال ۲۰۱۴ گروهی از افراد حرفه‌ای را برای یافتن ورزشکاران سومالیایی مستعد جهت اعزام به بازی‌های المپیک تابستانی پیش رو منصوب کرد. جنگ داخلی سومالی مانعی بر سر راه این تلاش‌ها بود؛ چرا که هم دسترسی پویش‌گران را محدود می‌کرد و هم باعث شده‌بود ورزشکاران سومالیایی اقدام به فرار از جنگ بکنند. سامیه یوسف عمر، که به نمایندگی از سومالی در بازی‌های المپیک تابستانی ۲۰۰۸ در پکن چین حضور یافته‌بود، در سال ۲۰۱۲ هنگام تلاش برای رسیدن به اروپا با قایق در حوالی سواحل لیبی غرق شد.
ماریان نوح میوز برای رقابت در رشتهٔ دو ۴۰۰ متر زنان، و محمد داود محمد، که زادهٔ کنیا است، برای شرکت در مسابقات رشتهٔ دو ۵٬۰۰۰ متر مردان انتخاب شدند. ورزشکاران سومالیایی دیگری نیز در المپیک تابستانی ۲۰۱۶ حضور داشتند، اما به‌عنوان شهروند کشورهای دیگری در این بازی‌ها شرکت کردند؛ این ورزشکاران شامل مو فرح از بریتانیای کبیر و محمد احمد از کانادا می‌شدند. در مراسم رژهٔ کشورها، محمد داود محمد به‌عنوان پرچم‌دار سومالی انتخاب شد.

## دو و میدانی
سومالی در بازی‌های سال ۲۰۱۶ تنها دارای یک نمایندهٔ مرد در رشتهٔ دو و میدانی بود — محمد داود محمد، دوندهٔ دو ۵٬۰۰۰ متر. او که پیش از این از ورزش فوتبال به رشتهٔ دو و میدانی روی آورده بود، در این بازی‌ها نخستین حضور خود در رقابت‌های بین‌المللی را تجربه کرد. او پیش از حضور در بازی‌های المپیک گفته‌بود: «من روزانه در حال پیشرفت هستم و امیدوارم بتوانم زمان پایان خودم را بهبود دهم. دویدن سخت است و هدف تمام ورزشکاران پیروزی است. مقصود من هم پیروزی است؛ اما راه‌های متفاوتی برای پیروزی وجود دارد. پیروزی به‌معنی اول، دوم یا سوم شدن نیست. اگر من رکورد شخصی جدیدی ثبت کنم، این برای من پیروزی محسوب می‌شود». محمد در ۱۷ اوت در نخستین مرحلهٔ مسابقات دو ۵٬۰۰۰ متر شرکت کرد. او در این رقابت تنها موفق شد روزفلو سیوسی از جزایر سلیمان را پشت سر بگذارد و در نهایت با کسب جایگاه بیست و چهارم از میان ۲۵ شرکت‌کننده، از دور رقابت‌ها حذف شد.
تنها ورزشکار زن سومالیایی حاضر در بازی‌های سال ۲۰۱۶ ماریان نوح میوز بود که در رقابت‌های دو ۴۰۰ متر شرکت کرد. او پیش از این به نمایندگی از سومالی در رقابت‌های بین‌المللی دو و میدانی جوانان در سراسر جهان شرکت کرده‌بود. او پیش از حضور در مسابقات نظر خود را دربارهٔ تفاوت میان کیفیت مکان‌های تمرین در سومالی با سایر کشورها اعلام کرده‌بود و گفته‌بود که «تعدادی از کشورها [در المپیک] شرکت می‌کنند که جامائیکا و ایالات متحده هم در میان آن‌ها هستند؛ اما من به درخشش امیدوارم. ما از امکانات تمرینی یکسان برخوردار نیستیم، امکانات آن‌ها از ما بهتر است. می‌دانم که آن‌ها برای پیروزی مصمم هستند، اما ما هم به همان اندازه مصمم هستیم». میوز در ۱۳ اوت در ششمین مرحلهٔ رقابت‌های دو ۴۰۰ متر شرکت کرد و با ثبت زمان ۱:۱۰٫۱۴، که بیش از ۱۸ ثانیه بیشتر از زمان ثبت‌شده توسط سالوا عید ناصر از بحرین بود، جایگاه آخر را کسب کرد.
کلید
- یادداشت–رتبه‌های ارائه‌شده برای رویدادهای میدانی تنها شامل مرحلهٔ مقدماتی ورزشکار می‌شوند
- ن/م = رویداد فاقد این دور مسابقه است

رویدادهای میدانی
| ورزشکار         | رویداد        | مقدماتی  | مقدماتی | نیمه‌نهایی | نیمه‌نهایی | فینال     | فینال     |
| ورزشکار         | رویداد        | زمان     | رتبه    | زمان      | رتبه      | زمان      | رتبه      |
| --------------- | ------------- | -------- | ------- | --------- | --------- | --------- | --------- |
| محمد داود محمد  | ۵۰۰ متر مردان | ۱۴:۵۷٫۸۴ | ۲۴      | —         | —         | راه نیافت | راه نیافت |
| ماریان نوح میوز | ۴۰۰ متر زنان  | ۱:۱۰٫۱۴  | ۸       | راه نیافت | راه نیافت | راه نیافت | راه نیافت |